# The Chronicles of Riddick: Assault on Dark Athena
Chronicles of Riddick: Assault on Dark Athena es un videojuego de acción en primera persona para las consolas de la séptima generación: PlayStation 3, Xbox 360 y Windows lanzado en 2009. Contiene el juego "Escape de Butcher Bay", una modificación de la versión de Xbox puesta al día y una nueva aventura, "Assault on Dark Athena".